# Cristoforo Buondelmonti

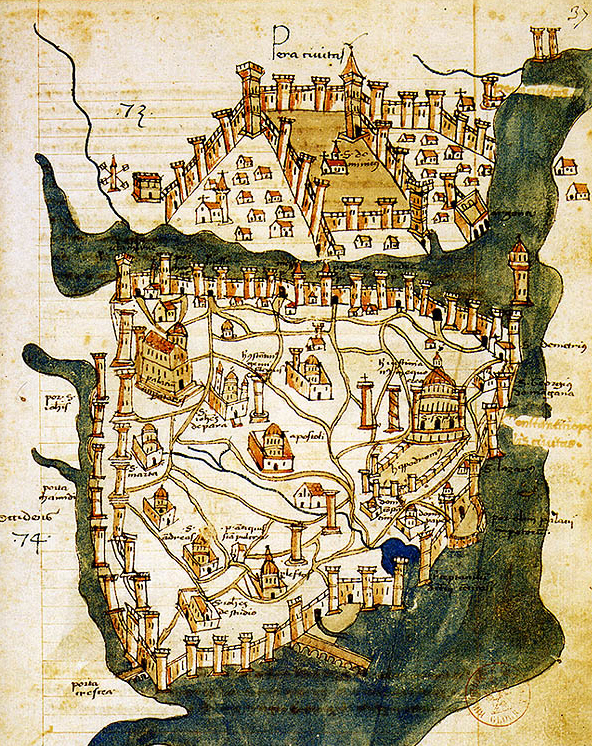
Mappa di Costantinopoli di Buondelmonti del 1422, l'unica precedente la conquista ottomana del 1453.

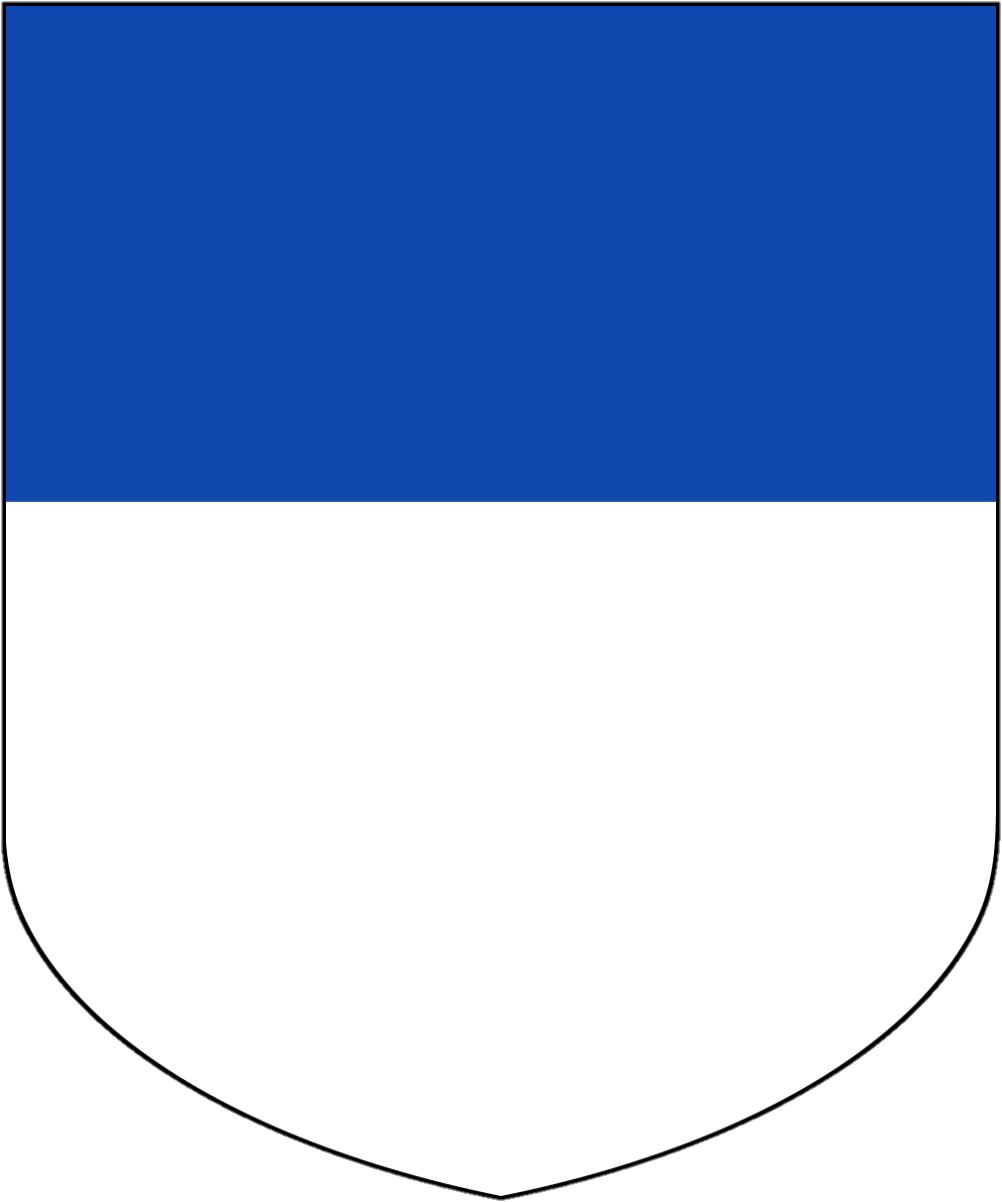
Stemma araldico della famiglia Buondelmonti (XIII sec.).

Cristoforo Buondelmonti (1386 – 1430 circa) è stato un geografo e monaco cristiano italiano studioso di antiche civiltà.

## Biografia
Nato quasi certamente a Firenze, Buondelmonti apparteneva a un'importante famiglia nobiliare, estintasi nel secolo XVIII, che si era sviluppata nella Val di Greve e che, proprietaria del castello di Montebuoni e di fondi agricoli in Valdipesa, intratteneva fitti rapporti con l'Oriente.
Il monaco Buondelmonti interessato alla ricerca delle civiltà scomparse e alla geografia, fu probabilmente allievo del poeta e umanista italiano Guarino Veronese tramite il quale, conobbe il mecenate Niccolò Niccoli, studioso di opere classiche e di geografia.

## Opere
Dal 1414 al 1430 Buondelmonti si recò nei luoghi più importanti della civiltà greca attraversando il mar Egeo e visitando Rodi, Creta, Cipro, l'Ellesponto, Costantinopoli. Il frutto di questi lunghi viaggi furono due opere di contenuto storico-geografico:
- la Descriptio insulae Cretae fatta arrivare a Firenze nel 1417 a Niccolò Niccoli
- e il Liber insularum Archipelagi (1420) con una dedica al cardinale Giordano Orsini. L'opera, riscritta per quattro volte, (l'edizione definitiva è del 1430) ebbe grande diffusione e fu riportata negli isolari illustrati come quelli di Henricus Martellus, di Bartolomeo de li Sonetti e di Benedetto Bordone (1460–1531).

Con queste opere Buondelmonti fondò il nuovo genere letterario degli isolari, un nuovo linguaggio rinascimentale che rappresentava lo spazio fondendo la simbologia delle carte nautiche con la descrizione corografica ed assieme storica dei luoghi visitati.

### Manoscritti

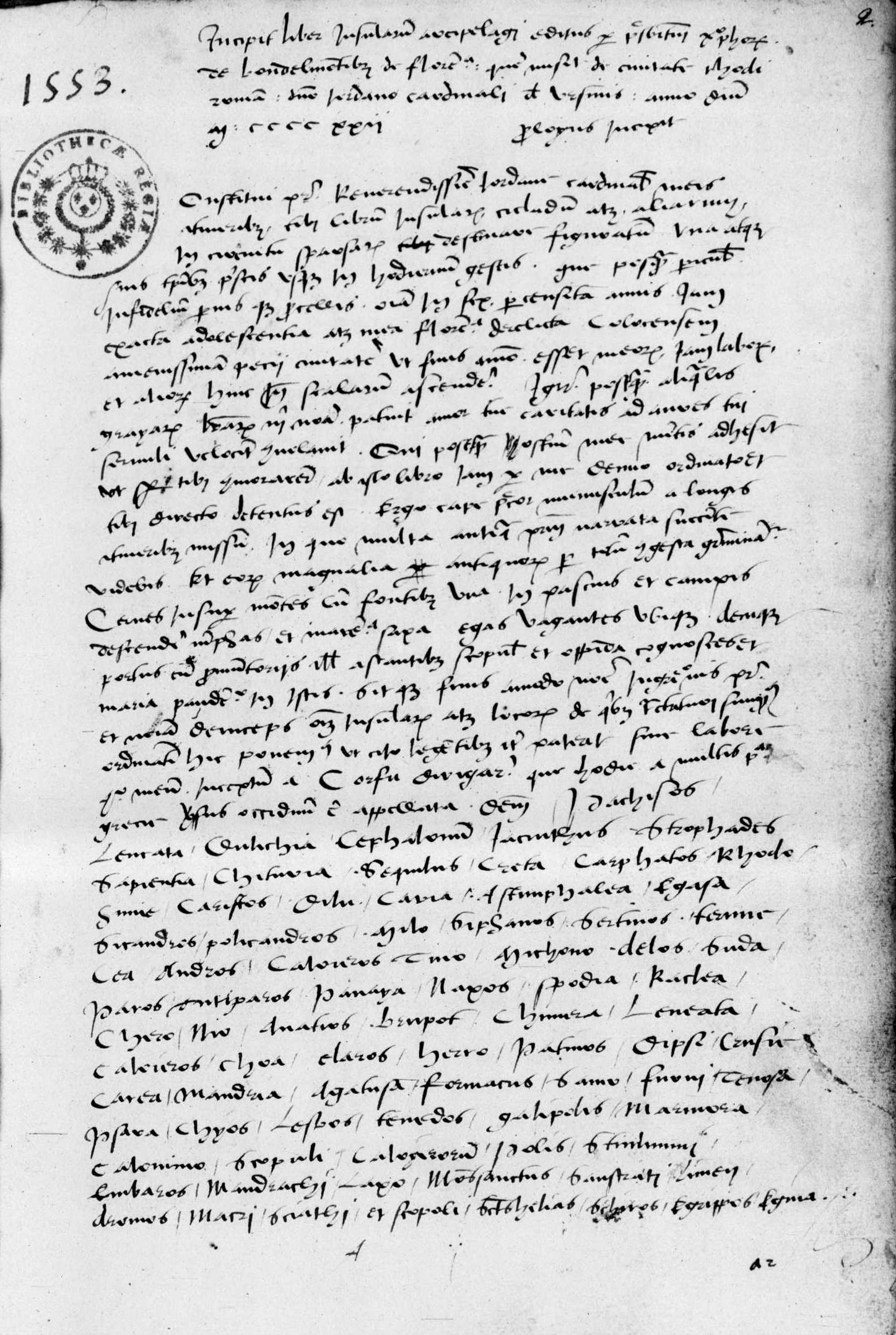
Liber insularum Arcipelagi, manoscritto, XVI secolo. Parigi, Biblioteca nazionale di Francia, Fonds latin.

- Liber insularum Arcipelagi, XVI secolo, Paris, Biblioteca nazionale di Francia, Fonds latin, Lat. 4823.

## La scoperta della lingua sapienziale
Nel 1419 Buondelmonti aveva acquistato per conto di Niccolò Niccoli nell'isola di Andros un manoscritto, tradotto in greco da uno sconosciuto Filippo, intitolato Hieroglyphica, opera di un autore ignoto chiamato Horus-Apollo o Horapollus che affermava di essere egiziano. Nel 1422 il testo arrivò a Firenze e tradotto dal greco destò molto interesse tra i dotti umanisti poiché era l'unico antico trattato riguardante l'interpretazione dei geroglifici egiziani che si credeva nascondessero simbolicamente un'antichissima lingua sapienziale.